# Pamba
Pamba byl ve 23. století př. n. l. králem Chattijců, starobylého národu, který před Chetity v době bronzové obýval centrální oblasti Anatolie, moderního Turecka. Pamba je zmíněn pouze v jednom chetitském zdroji přibližně z roku 1400 př. n. l., jenž popisuje válku mezi akkadským vládcem Narám Sínem a anatolijskou aliancí 17 králů, mezi nimiž byl údajně i Pamba. Není jisté, nakolik je tato legenda pravdivá, ale někteří vědci se domnívají, že chetitská verze příběhu čerpala z poměrně věrohodných tradicí. Jiné verze pověsti Pambovo jméno nezmiňují.